# Vithoon Kijmongkolsak
Vithoon Kijmongkolsak (en tailandés: วิฑูรย์ กิจมงคลศักดิ์; Nakhon Sawan, Tailandia; 21 de junio de 1962) es un exfutbolista y entrenador de fútbol de Tailandia que jugaba en la posición de delantero.

## Carrera

### Club
| Periodo   | Club                     |
| --------- | ------------------------ |
| 1984      | Taworn Farm FC           |
| 1985      | → Raj Pracha FC (cedido) |
| 1985–1986 | Police United FC         |
| 1986–1990 | Pahang FA                |
| 1991–1995 | Penang FA                |

### Selección nacional
Jugó para Tailandia en 105 ocasiones de 1985 a 1995 anotando 32 goles, participó en la Copa Asiática 1992 y en los Juegos Asiáticos de 1990.

### Entrenador
| Periodo   | Club              |
| --------- | ----------------- |
| 2008      | Police United FC  |
| 2009      | Chanthabiri FC    |
| 2010-2011 | Bangkok United FC |
| 2011      | Tailandia U23     |
| 2014      | Paknampho NSRU FC |
| 2014      | Bangkok United FC |

## Logros
- Superliga de Malasia:

1987